# Aleucanitis coenobita
Aleucanitis coenobita là một loài bướm đêm trong họ Noctuidae.